# Taito Type X
Le Taito Type X est un système de jeux vidéo pour borne d'arcade compatible JAMMA destiné aux salles d'arcade, créé par la société japonaise Taito en 2004. Le Taito Type X a connu beaucoup d'évolution de son matériel et plusieurs versions ont été commercialisées par Taito : Le Taito Type X+, le Taito Type X7, le Taito Type-X², le Taito Type X² Satellite Terminal, le Taito Type XZero, le Taito Type X³ et le Taito Type X4.

## Description
Le système d'arcade Taito Type X est construit selon l'architecture d'un ordinateur personnel. C'est un PC, dont on retrouve tous les éléments, qui va servir de base matérielle et faire fonctionner les jeux. L'intérêt est bien sûr de réduire à la fois les coûts de développement du système, de production du matériel et de profiter d'outils déjà existant pour développer les jeux pour en réduire le coût (notamment Microsoft Visual Studio .NET 2003 Professional en tant que plate-forme de développement). Le média choisit pour stocker les jeux est le disque dur. Le Taito Type X est très évolutif par sa conception et permet aux développeurs de faire progresser le système en fonction des jeux. Il connaitra donc plusieurs révisions. Du Taito Type X jusqu'à la version Satellite Terminal, chaque révision reprend la même base que la précédente, en intégrant des composants plus puissants.
Le Taito Type X+ est un système Taito Type X avec des capacités graphiques plus importantes.
Le Taito Type X7 est une version encore améliorée du Taito Type X. Il accueille seulement des Pachinko et Pachisuro,.
Le Taito Type-X², nouvelle version du Taito Type X, sort en début d'année 2007. Il est construit avec des processeurs, des puces, des composants récents et plus puissants que le Taito Type X+,.
Le Taito Type X² Satellite Terminal, version connectable en réseau local a également été commercialisé par Taito. Ce système propose des composants et des capacités améliorées par rapport au Taito Type X², entre autres la carte réseau.
Le Taito Type XZero, troisième génération du Type-X, est présenté lors du salon AM Show 2010 au Japon, succédant ainsi au Type-X et au Type-X².
Le Taito Type X³,, est une évolution du Taito Type X commercialisée dès 2012 pour succéder au Taito Type X².
Le Taito Type X4 est une évolution du Taito Type X commercialisée dès 2016 pour succéder au Taito Type X³.

## Spécifications techniques

### Taito Type X / Taito Type X+
- OS : Windows XP Embedded

Le logo Taito Type X

Le logo Taito Type X^{+}

- Processeur : Intel Celeron 2,5 GHz, 400 MHz FSB (upgradable avec Pentium 4 2,8 GHz, 800 MHz FSB)
- Chipset : Intel 865G
- RAM : DDR 266 DIMM 256 Mo (upgradable en DDR400 2 Go)
- GPU : ATI Radeon 9200SE (128 Mo) à X800XT (256 Mo)
- Son : AC97 intégrée 6 canaux audio CODEC
- LAN : 10/100BASE-TX intégrée
- Stockage : 2x Parallel ATA, 2x Serial ATA
- Autre : 4x ports USB (compatible 1.1 & 2.0), 1x port parallèle, 2x PS/2
- Entrée audio : Microphone (prise jack stéréo), line-in (prise jack stéréo)
- Sortie audio : line-out (prise jack stéréo), SPDI/F
- Média : Disque dur PATA

### Taito Type X7
- OS : Windows XP Embedded

Le logo Taito Type X7

- Processeur : Intel Celeron M 600 MHz
- Chipset : Intel 855GME + ICH4
- RAM : 512 Mo
- GPU : ATI Mobility RADEON 9550 (128 Mo)
- Audio : AC97 onboard 6 canaux audio CODEC
- Média : Disque dur 512 Mo-2 Go flash ROM
- Sortie audio : 4 canaux

### Taito Type X²

Le logo Taito Type X²

- OS : Microsoft Windows XP Embedded SP2
- Processeur : Intel Socket T. Processeur supportés : Celeron D 352, Pentium 4 651, Intel Core 2 Duo E6400
- Chipset : Intel Q965 + ICH8
- Sortie vidéo: 640×480 VGA, ou 1280Î720, HDTV 720p
- RAM : 166/200 MHz DDR2 SDRAM. Quantité supporté : 512 Mo, 1 Go, 4 Go
- GPU : PCI Express x16 based graphics
  - Carte graphique supportée : ATI RADEON (x1600Pro, x1300LE) ou NVIDIA GeForce (7900GS, 7600GS, 7300GS)
- Son : Onboard Realtek HD 7.1 (carte son supplémentaire supportée)
- LAN : 1000BASE-T 10/100BASE-TX
- Ports I/O : 1x JVS, 4x USB 2.0, 1x sérial (max 2), 1x port parallèle, 2x PS/2, 2x SATA
- Entrée audio : Microphone AKG C535EB Stage, line-in (Surround 7.1)
- Sortie audio : 7.1, SPDI/FX
- Slots : 1x PCI Express, x16 (Utilisé pour la carte vidéo), 1x PCI Express x4, 2x PCI
- Média : Disque dur SATA, 3 Go/s

### Taito Type X² Satellite Terminal
- OS : Microsoft Windows XP Embedded
- Processeur : Intel Core 2 Duo E6400／Pentium 4 651／Celeron D 352 (peut accueillir des Core 2 plus récent supportés par le chipset)
- Chipset : Intel Q965 + ICH8
- Moniteur : Écran LCD HD de 720p/1080p/1440p
- RAM : DDR2 667/800 MHz (512 Mo/1 Go, jusqu'à 4 Go)
- GPU : PCI Express x16 based graphics
  - Carte graphique supportée : ATI RADEON X1600Pro/X1300LE ou nVIDIA GeForce 7900GS／7600GS／7300GS, ou plus récentes (Radeon HD 3800 or Geforce 9800 série)
- Audio : Onboard Realtek HD 7.1
- LAN : 10/100/1000BASE-T
- Ports I/O : 1x JVS, 4x USB 2.0 (jusqu'à 8), 1x serial (max 2), 1x port parallèle, 2x PS/2, 2x SATA
- Entrée audio : AKG C535EB Stage Microphone, line-in (Surround 7.1)
- Sortie audio : 7.1, SPDI/FX
- Slots: 1x PCI Express x16 (pour la carte vidéo), 1x PCI Express x4, 2x PCI
- Stockage : 2x 80 Go 10 000 tr/min SATA
- Média : Disque 80 Go 10 000 tr/min

### Taito Type XZero

Le logo Taito Type X^{Zero}

- OS : Microsoft Windows Embedded Standard 7
- Processeur : Intel Atom 230 cadencé à 1,6 GHz
- Chipset : nVIDIA MCP7A-ION
- RAM : 1 Go DDR2 (cadencé à 533 MHz) par défaut, jusqu'à 4 Go en option
- Vidéo : nVIDIA GeForce 9400M
- Sorties audio : 5.1
- Ports I/O : 1x JVS, 6x USB
- Sorties vidéo :
  - RGB+DVI
  - HDMI
- LAN : 10/100/1000 BASE-T
- Stockage :
  - Disque dur de 250 Go à 1 To
  - Disque SSD de 16 Go
- Dimensions : 274×197×67 mm
- Alimentation : 100 V～240 V AC

### Taito Type X³

Le logo Taito Type X³

- Processeur : Intel Core i5 2400 (3,1 GHz)
- Chipset : Intel Q67 Express
- Graphique : AMD Radeon HD 6770
- RAM : 2GB DDR3
- Disque dur : 160 Go SATA 3.0 (2.5")
- Son : 7.1 HD Audio
- Alimentation : 600 W
- Système d'exploitation : Windows Standard 7 Embedded 64bit / Windows XP Embedded SP3 32bit
- Ports :
  - USB: 4 (2x USB 2.0, 2x USB 3.0)
  - Vidéo : 2 (RGB, DVI)
  - LAN: 2 (10/100/1000 Mbit/s)
- Serial : 1
- Taille : W 360 mm x D 315 mm x H 160 mm

### Taito Type X4
- OS: Windows Embedded 8 Standard / Windows Embedded Standard 7 64bit
- CPU: Intel Core i5-4590(S)
- Graphics: Nvidia GeForce GTX 960 2GB (GeForce GTX 1080 for Densha de Go!!)
- Memory: DDR3 4GB
- Storage: HDD 3TB, 320GB Toshiba MQ01ABF032 SATA

## Système de protection
La carte propriétaire d'entrées/sorties (I/O) au format JVS est la clé de tout le système, les jeux ne fonctionnent pas sans sa présence. Il ne s'agit pas d'une carte au format PCI, mais plutôt d'un adaptateur se connectant à un port COM sur la carte mère. Celle-ci se connecte également sur le panneau de contrôle de la carte mère ainsi que sur la carte son optique. De plus, chaque jeu est fourni avec un dongle de sécurité au format USB permettant le démarrage du système, ainsi que le décryptage du disque dur.

## Développeurs
Liste des entreprises partenaires ayant développé sur le Taito Type X :
- Alpha System
- Arc System Works
- Arika
- Atlus
- Bandai
- Capcom
- Konami
- Mitchell
- Moss
- Skonec Entertainment
- SNK Playmore
- Success
- Takumi
- Warashi
- Psikyo

## Liste des jeux
| Titre                                                                       | Développeur            | Éditeur                                                            | Système                          | Présent sur NESiCAxLive | Genre             | Date |
| --------------------------------------------------------------------------- | ---------------------- | ------------------------------------------------------------------ | -------------------------------- | ----------------------- | ----------------- | ---- |
| Aquarian Age Alternative                                                    | Taito                  | Taito                                                              | Taito Type X² Satellite Terminal |                         | Jeu de carte      | 2006 |
| Battle Fantasia                                                             | Arc System Works       | Taito                                                              | Taito Type X²                    | Oui                     | Combat            | 2006 |
| Battle Gear 4                                                               | Taito                  | Taito                                                              | Taito Type X+                    |                         | Course            | 2005 |
| Battle Gear 4 Tuned                                                         | Taito                  | Taito                                                              | Taito Type X+                    |                         | Course            | 2006 |
| Battle Gear 4 Tuned: Professional Version                                   | Taito                  | Taito                                                              | Taito Type X+                    |                         | Course            | 2007 |
| Battle Wheels / Spin Gear                                                   | Taito                  | Taito                                                              | Taito Type X Zero                |                         | Course            | 2011 |
| BlazBlue: Calamity Trigger                                                  | Arc System Works       | Arc System Works (JP), Aksys Games (E-U), pQube & Zen United (EU)  | Taito Type X²                    |                         | Combat            | 2008 |
| BlazBlue: Continuum Shift                                                   | Arc System Works       | Arc System Works (JP), Aksys Games (E-U), Arc System Works UK (EU) | Taito Type X²                    |                         | Combat            | 2009 |
| BlazBlue: Continuum Shift Extend                                            | Arc System Works       | Arc System Works (JP), Aksys Games (E-U), Arc System Works UK (EU) | Taito Type X²                    |                         | Combat            | 2011 |
| BlazBlue: Continuum Shift II                                                | Arc System Works       | Arc System Works (JP), Aksys Games (E-U), Arc System Works UK (EU) | Taito Type X²                    | Oui                     | Combat            | 2010 |
| Chaos Breaker / Dark Awake                                                  | Taito / Eolith         | Taito                                                              | Taito Type X                     |                         |                   | 2005 |
| Chase H.Q. 2 / Chase H. Q.: Nancy Yori Kinkyuu Renraku                      | Taito                  | Taito                                                              | Taito Type X²                    |                         | Course            | 2006 |
| Cho Chabudai Gaeshi!                                                        |                        |                                                                    | Taito Type X²                    |                         |                   | 2010 |
| Cho Chabudai Gaeshi! 2                                                      |                        |                                                                    | Taito Type X²                    |                         |                   | 2011 |
| Chō Soku Henkei Gyrozetter                                                  | Square Enix            | Square Enix                                                        | Taito Type X³                    |                         |                   | 2012 |
| Cyber Diver                                                                 |                        |                                                                    | Taito Type X²                    |                         |                   | 2009 |
| Cyber Diver Ver.1.1                                                         |                        |                                                                    | Taito Type X²                    |                         |                   | 2010 |
| D1 Professional Drift Grand Prix                                            | Yuke's                 | Taito                                                              | Taito Type X²                    |                         | Course            | 2006 |
| Dariusburst: Another Chronicle                                              | Taito                  | Taito                                                              | Taito Type X²                    |                         | Shoot them up     | 2010 |
| Datacarddass Dragon Ball Z                                                  | Bandai / Dimps         | Taito                                                              | Taito Type X                     |                         | Jeu de carte      | 2005 |
| Datacarddass Dragon Ball Z 2                                                | Bandai / Dimps         | Taito                                                              | Taito Type X                     |                         | Jeu de carte      | 2006 |
| Dinoking Battle                                                             |                        |                                                                    | Taito Type X                     |                         |                   |      |
| Dinoking Battle II                                                          |                        |                                                                    | Taito Type X                     |                         |                   |      |
| Dinoking Battle III                                                         |                        |                                                                    | Taito Type X                     |                         |                   |      |
| Dinomax                                                                     |                        |                                                                    | Taito Type X                     |                         |                   | 2006 |
| Dinomax Ver.1.5                                                             |                        |                                                                    | Taito Type X                     |                         |                   | 2007 |
| Dragon Quest Monster: Battle Road                                           | Taito                  | Taito                                                              | Taito Type X                     |                         |                   | 2007 |
| Elevator Action Death Parade                                                | Taito                  | Taito                                                              | Taito Type X²                    |                         |                   | 2009 |
| Eternal Wheel                                                               | Taito                  | Taito                                                              | Taito Type X² Satellite Terminal |                         |                   | 2007 |
| Gaia Attack 4                                                               |                        |                                                                    | Taito Type X²                    |                         |                   | 2010 |
| GigaWing Generations                                                        | Takumi                 | Taito                                                              | Taito Type X                     |                         | Shoot them up     | 2005 |
| Goketsuji Ichizoku Matsuri: Senzo Kuyou / Power Instinct: The Commemoration | Noise Factory          | Atlus                                                              | Taito Type X²                    | Oui                     | Combat            | 2009 |
| Gunslinger Stratos                                                          | Square Enix            | Square Enix                                                        | Taito Type X²                    |                         |                   | 2012 |
| Gunslinger Stratos 2                                                        | Square Enix            | Square Enix                                                        | Taito Type X³                    |                         |                   | 2013 |
| Half-Life 2: Survivor                                                       | Taito / Valve Software | Taito                                                              | Taito Type X+                    |                         | Shooter           | 2006 |
| Half-Life 2: Survivor Ver. 2.0                                              | Taito / Valve Software | Taito                                                              | Taito Type X²                    |                         | Shooter           | 2007 |
| Harakari Professional Baseball                                              | Taito                  | Taito                                                              | Taito Type X                     |                         | Sport             | 2005 |
| Haunted Museum / Panic Museum                                               | Taito                  | Taito                                                              | Taito Type X²                    |                         |                   | 2009 |
| Haunted Museum II                                                           | Taito                  | Taito                                                              | Taito Type X²                    |                         |                   | 2011 |
| Homura                                                                      | Skonec                 | Taito                                                              | Taito Type X                     |                         |                   | 2005 |
| Hopping Road                                                                | Taito                  | Taito                                                              | Taito Type X²                    |                         |                   | 2009 |
| Hopping Road Kids                                                           |                        |                                                                    | Taito Type X²                    |                         |                   | 2010 |
| Kickthrough Racers                                                          | Taito                  | Taito                                                              | Taito Type X zero                |                         | Course            | 2011 |
| King Of Jurassic                                                            | Taito                  | Taito                                                              | Taito Type X                     |                         |                   | 2005 |
| KOF Maximum Impact: Regulation A                                            | SNK Playmore           | SNK Playmore                                                       | Taito Type X²                    |                         | Combat            | 2007 |
| KOF Maximum Impact: Regulation A2                                           | SNK Playmore           | SNK Playmore                                                       | Taito Type X²                    |                         | Combat            | 2008 |
| KOF: Sky Stage                                                              | SNK Playmore           | SNK Playmore                                                       | Taito Type X                     | Oui                     | Shoot them up     | 2010 |
| Left 4 Dead: Collaboration                                                  | Valve Corporation      | Taito                                                              | Taito Type X+                    |                         |                   | 2014 |
| Lord of Vermilion                                                           | Think Garage           | Square Enix                                                        | Taito Type X² Satellite Terminal |                         | Jeu de carte      | 2008 |
| Lord of Vermilion 2                                                         | Square Enix            | Square Enix                                                        | Taito Type X² Satellite Terminal |                         | Jeu de carte      | 2009 |
| Lord of Vermilion III                                                       | Square Enix            | Square Enix                                                        | Taito Type X³                    |                         |                   | 2013 |
| Mobile Suit Gundam: Spirits of Zeon                                         | Banpresto              | Bandai                                                             | Taito Type X+                    |                         |                   | 2006 |
| Music Gun Gun!                                                              |                        |                                                                    | Taito Type X²                    |                         |                   | 2009 |
| Music Gun Gun! 2                                                            |                        |                                                                    | Taito Type X²                    |                         |                   | 2011 |
| Music Gun Gun! Uta ga Ippai Cho Zokaban                                     |                        |                                                                    | Taito Type X²                    |                         |                   | 2010 |
| Nippon Senor!                                                               | Taito                  | Taito                                                              | Taito Type X²                    |                         |                   | 2008 |
| Persona 4: The Ultimate in Mayonaka Arena                                   | Atlus                  | Taito                                                              | Taito Type X²                    |                         |                   | 2012 |
| Persona 4 The Ultimax Ultra Suplex Hold                                     | Atlus                  | Taito                                                              | Taito Type X²                    |                         |                   | 2013 |
| Oppopo Booom                                                                | Taito                  | Taito                                                              | Taito Type X²                    |                         |                   | 2009 |
| Pokémon Battrio                                                             |                        |                                                                    | Taito Type X                     |                         | Jeu de carte      | 2007 |
| Raiden III                                                                  | Taito / Moss           | Taito                                                              | Taito Type X                     | Oui                     | Shoot them up     | 2005 |
| Raiden IV                                                                   | Taito / Moss           | Taito                                                              | Taito Type X                     | Oui                     | Shoot them up     | 2006 |
| Samurai Shodown: Edge of Destiny / Samurai Spirits Sen                      | SNK Playmore           | Taito                                                              | Taito Type X²                    |                         | Combat            | 2008 |
| Senko No Ronde Duo: Dis-United Order                                        | Sega                   | Taito                                                              | Taito Type X²                    |                         |                   | 2009 |
| Senor Nippon!                                                               |                        |                                                                    | Taito Type X²                    |                         |                   | 2009 |
| Shikigami No Shiro III / The Castle of Shikigami III                        | Alfa System            | Taito                                                              | Taito Type X                     |                         | Shoot them up     | 2005 |
| Sonic Blast Heroes                                                          |                        |                                                                    | Taito Type X²                    | Oui                     | Jeu de Plateforme | 2011 |
| Spica Adventure                                                             | X-Nauts                | Taito                                                              | Taito Type X                     | Oui                     | Jeu de plateforme | 2005 |
| Street Fighter IV                                                           | Capcom / Dimps         | Capcom                                                             | Taito Type X²                    |                         | Combat            | 2008 |
| Super Street Fighter IV Arcade Edition                                      | Capcom / Dimps         | Capcom                                                             | Taito Type X²                    |                         | Combat            | 2010 |
| Taisen Hot Gimmick 5                                                        | X-Nauts                | Taito                                                              | Taito Type X                     |                         | Jeu de Mahjong    | 2005 |
| Taisen Hot Gimmick Mix Party                                                | Taito                  | Taito                                                              | Taito Type X                     |                         | Jeu de Mahjong    | 2005 |
| Tetris: The Grand Master 3 - Terror Instinct                                | Arika                  | Taito                                                              | Taito Type X                     |                         | Puzzle            | 2005 |
| The King of Fighters 98 Ultimate Match                                      | SNK Playmore           | SNK Playmore                                                       | Taito Type X                     |                         | Combat            | 2008 |
| The King of Fighters XII                                                    | SNK Playmore           | SNK Playmore                                                       | Taito Type X²                    |                         | Combat            | 2009 |
| The King of Fighters XIII                                                   | SNK Playmore           | SNK Playmore                                                       | Taito Type X²                    |                         | Combat            | 2010 |
| Trouble Witches AC                                                          |                        |                                                                    | Taito Type X                     | Oui                     | Shoot them up     | 2009 |
| Usagi Online                                                                | Taito                  | Taito                                                              | Taito Type X                     |                         |                   | 2005 |
| Wacky Races                                                                 | Banpresto              | Taito                                                              | Taito Type X²                    |                         |                   | 2008 |
| War of the Grail                                                            | Capcom                 | Taito                                                              | Taito Type X+                    |                         | Beat them all     | 2006 |
| Zoids Card Colosseum                                                        | Taito / Tomy           | Taito                                                              | Taito Type X                     |                         | Jeu de carte      | 2005 |
| Zoids Infinity EX                                                           | Taito / Tomy           | Taito                                                              | Taito Type X                     |                         |                   | 2005 |
| Zoids Infinity EX Plus                                                      | Taito / Tomy           | Taito                                                              | Taito Type X                     |                         |                   | 2006 |
| Ultra Street Fighter IV                                                     | Capcom                 | Capcom                                                             | Taito Type X³                    |                         |                   | 2014 |
| Valve R Limit                                                               | Avranches Automatic    | Taito                                                              | Taito Type X                     |                         |                   | 2004 |

### Liste des jeux exclusifs auNESiCAxLive

Logo « Neo-Geo for NESiCAxLive »

| Titre                                                     | Développeur          | Éditeur | Système       | Genre          | Date |
| --------------------------------------------------------- | -------------------- | ------- | ------------- | -------------- | ---- |
| Aquapazza: Aquaplus Dream Match                           | Examu / Aquaplus     | Taito   | Taito Type X² | Combat         | 2011 |
| Art of Fighting for NESiCAxLive                           | SNK Playmore         | Taito   | Taito Type X² | Combat         |      |
| Dragon Dance                                              | Success / AlwaysNeat | Taito   | Taito Type X² | Jeu de Mahjong |      |
| Exception                                                 | Success              | Taito   | Taito Type X² | Shoot them up  |      |
| Fatal Fury for NESiCAxLive                                | SNK                  | Taito   | Taito Type X² | Combat         |      |
| Metal Slug X for NESiCAxLive                              | SNK                  | Taito   | Taito Type X² | Run and gun    |      |
| Samurai Shodown for NESiCAxLive                           | SNK                  | Taito   | Taito Type X² | Combat         |      |
| The King of Fighters '94 for NESiCAxLive                  | SNK Playmore         | Taito   | Taito Type X² | Combat         |      |
| The King of Fighters '98 Final Edition for NESiCAxLive    | SNK Playmore         | Taito   | Taito Type X² | Combat         |      |
| The King of Fighters 2002 Unlimited Match for NESiCAxLive | SNK Playmore         | Taito   | Taito Type X² | Combat         |      |
| Puzzle Bobble for NESiCAxLive                             | Taito                | Taito   | Taito Type X² | Puzzle         |      |
| Senko no Ronde Duo Ver. 2                                 | G.Rev                | Taito   | Taito Type X² | Shoot them up  |      |
| Space Invaders for NESiCAxLive                            | Taito                | Taito   | Taito Type X² | Shoot them up  |      |
| Strania: The Stella Machina                               | G.Rev                | Taito   | Taito Type X² | Shoot them up  |      |
| World Heroes for NESiCAxLive                              | ADK                  | Taito   | Taito Type X² | Combat         |      |